# Torre Provincial (Alicante)
La Torre Provincial es un edificio situado en la ciudad española de Alicante. Está localizado en la confluencia de las calles López Torregrosa, Artilleros y avenida Méndez Núñez.
Fue construido según el proyecto conjunto de los arquitectos Juan Vidal Ramos, Julio Ruiz Olmos y Francisco Muñoz Llorens, utilizándose por primera vez en Alicante la superficie continua de metal y vidrio. Las plantas de este edificio se destinan para uso de oficinas y los niveles inferiores para salas de fines culturales. En uno de sus laterales se encuentra un relieve monumental obra del escultor Enrique Pérez Comendador.